# St Veep
St Veep est une paroisse civile et un village des Cornouailles, en Angleterre.